# Leon Diabatenos
Leon Diabatenos (auch Dawatanos oder Tavadanos, mittelgriechisch Λέον Διαβατηνός; † nach 1078 oder 1098) war byzantinischer Dux von Edessa und Rebell gegen Kaiser Michael VII.

## Leben
Der Dux (bzw. Katepan, Magistros) und Protovestes (bzw. Vestarches)  Leon Diabatenos gehörte der in der zweiten Hälfte des 11. Jahrhunderts einflussreichen Familie der Diabatenoi an, die möglicherweise armenischen Ursprungs war. Im Jahr 1071 ist er als Gesandter erwähnt, der Kaiser Romanos IV. vor dessen geplantem Feldzug gegen die Seldschuken über den (taktischen) Rückzug des Sultans Alp Arslan nach Babylon informierte. 
Nach der vernichtenden Niederlage von Romanos IV. gegen Alp Arslan in der Schlacht bei Manzikert am 26. August 1071 entglitt der kaiserlichen Regierung in Konstantinopel die Kontrolle über die im Südosten des Reiches jenseits des Taurus gelegenen Territorien. Der Bürgerkrieg, Aufstände der Bulgaren und Petschenegen sowie der Versuch von Kaiser Michael VII., den Normannen Sizilien zu entreißen, entblößten die östlichen Provinzen der dringend benötigten Truppen. Weitgehend auf sich gestellt, nutzten mehrere regionale und lokale Machthaber die Gelegenheit, sich von Byzanz unabhängig zu machen. Die bedeutendste Reichsbildung des Philaretos Brachamios, der in Germanikeia residierte, umfasste ab 1072 als Kerngebiet das (ehemalige) Thema Melitene und dehnte sich zeitweise über ganz Nordsyrien und -mesopotamien aus.
In Edessa konnte sich ein Dux Leon Diabatenos, der möglicherweise mit dem Protovestes des Jahres 1071 identisch ist, gegen die Seldschuken behaupten. Im Jahr 1077 sagte er sich formell von Kaiser Michael VII. los, wurde aber nach wenigen Monaten von der Bevölkerung vertrieben, als der General Basileios Apokapes im Auftrag des Philaretos mit einer Belagerungsarmee anrückte und die Stadt eroberte. Philaretos unterstellte sie – zumindest nominell – der Oberhoheit des neuen Kaisers Nikephoros Botaneiates.
Das letzte Lebenszeichen eines Leon Diabatenos datiert aus dem Jahr 1098, wobei die Identität mit dem Dux von Edessa unklar ist.